# Brag

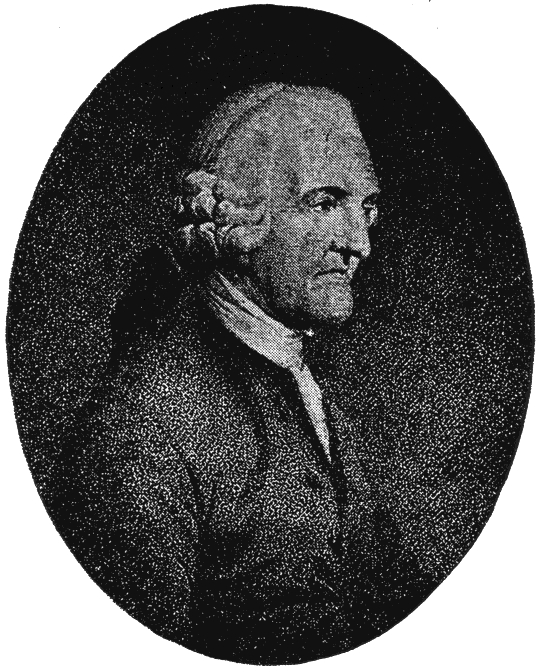
Edmond Hoyle (1672–1769)

Brag ist ein sehr altes, englisches Glücksspiel und ist so wie Poch, Belle, Fluss und Einunddreißig und Bouillotte bzw. Brelan einer der Vorläufer des Poker. Edmond Hoyle (1672–1769) verfasste eine Abhandlung über Brag. Brag entwickelte sich möglicherweise aus Primero, einem dem L’Hombre verwandten, älteren spanischen Kartenspiel.

## Die Regeln

### Allgemeines
Brag wird von fünf oder sechs, manchmal auch mehr Spielern mit einem Paket französischer Spielkarten zu 52 Blatt gespielt. Die Rangfolge der Karten ist dieselbe wie beim Whist, mit einigen Ausnahmen. Es gibt keine Trümpfe.
Es werden drei Pots gebildet; jeder Spieler zahlt in jeden der drei Pots einen Einsatz (eine Spielmarke) und erhält drei Karten: die ersten beiden verdeckt, die dritte offen.

### Der erste Pot
Der Besitzer der höchsten offenen Karte, unabhängig von der Farbe, gewinnt den ersten Pot. Besitzen zwei Spieler die gleiche höchste Karte, so gewinnt die Vorhand, d. h. derjenige, der näher zum Teiler sitzt. Eine Sonderregel betrifft das ♦-Ass: Wer diese Karte hält, gewinnt immer.

### Der zweite Pot

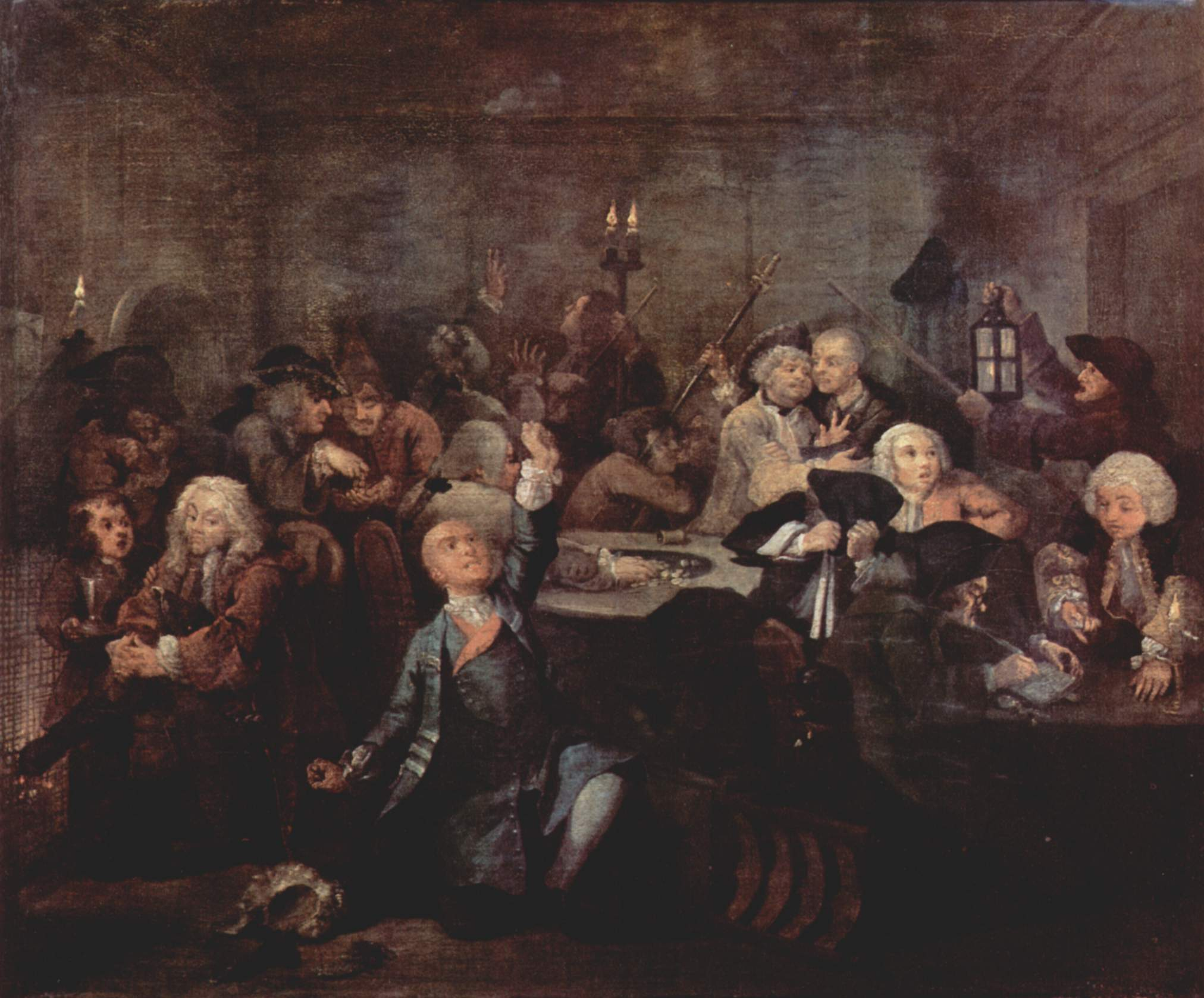
William Hogarth „Die Spielhölle“ aus A Rake’s Progress – Gemälde um 1735

Beim zweiten Pot wetten (engl.: bet bzw. brag) die Spieler gegeneinander, wer das höchste Blatt besitzt. Die höchste Kartenkombination ist ein
- Pair-royal (Drei Gleiche). Haben zwei Spieler einen Drilling, so entscheidet der Rang.
- Pair (Ein Paar). Haben zwei Spieler ein Paar, so entscheidet der Rang des Paares.

Der ♣-Bube kann als Joker eingesetzt werden und jede beliebige Karte ersetzen: z. B. zwei Zweier mit dem ♣-Buben zählen als Pair-royal in Zweiern, zwei Asse mit dem ♣-Buben zählen als Pair-royal in Assen. Manchmal wird dem ♦-Buben dasselbe Recht eingeräumt, doch gilt der ♦-Bube weniger als der ♣-Bube: z. B. zwei Dreier und ♣-Bube schlagen die beiden anderen Dreier mit dem ♦-Buben.
Anmerkungen
- Die Beschreibung der Encyclopædia Britannica, die dieser Darstellung zugrunde liegt, sagt nicht explizit, was geschieht, wenn zwei Spieler das gleiche Paar besitzen – hier empfiehlt sich die Regel, dass in diesem Fall der Spieler gewinnt, der näher zum Teiler sitzt, so wie das bei der Entscheidung über die ersten Einsätze der Fall ist.
- Gewettet wird wie beim Poker, es gibt nur eine Wettrunde. Der Spieler zur Linken des Teilers eröffnet, er kann entweder abwarten (beim Poker: check) oder setzen (bet). Sobald ein Spieler gesetzt hat, können die nachfolgenden Spieler entweder aussteigen (fold), halten (call) oder erhöhen (raise).

### Der dritte Pot
Den dritten Pot gewinnt derjenige Spieler, dessen Kartenwert 31 Augen (Pips) zählt oder so nahe wie möglich an 31 Punkte heranreicht. Asse und Bildkarten zählen zehn Punkte, das Ass kann aber nach Vereinbarung auch mit einem oder elf Punkten gezählt werden. Die Spieler können Karten vom Talon kaufen, wer sich jedoch überkauft, verliert sofort (vgl. Vingt et un, Trente et un).
Falls ein Spieler alle drei Pots gewinnt, erhält er von jedem Spieler einen zusätzlichen Einsatz, manchmal auch zwei oder drei, je nach Vereinbarung.
Das Geben wechselt nach jedem Spiel im Uhrzeigersinn, so wie beim Whist. Eine Partie soll erst dann beendet werden, wenn jeder Spieler gleich oft die Karten geteilt hat.